# Stictopterinae
Stictopterinae es una subfamilia de polillas de a la familia Noctuidae. 

## Géneros
- Aegilia - Diascoides - Gyrtona - Lophoptera - Nagara - Odontodes - Savoca - Sigmuncus - Stenosticta - Stictoptera

- Datos: Q10916424
- Multimedia: Stictopterinae / Q10916424
- Especies: Stictopterinae